# Cadillac DeVille

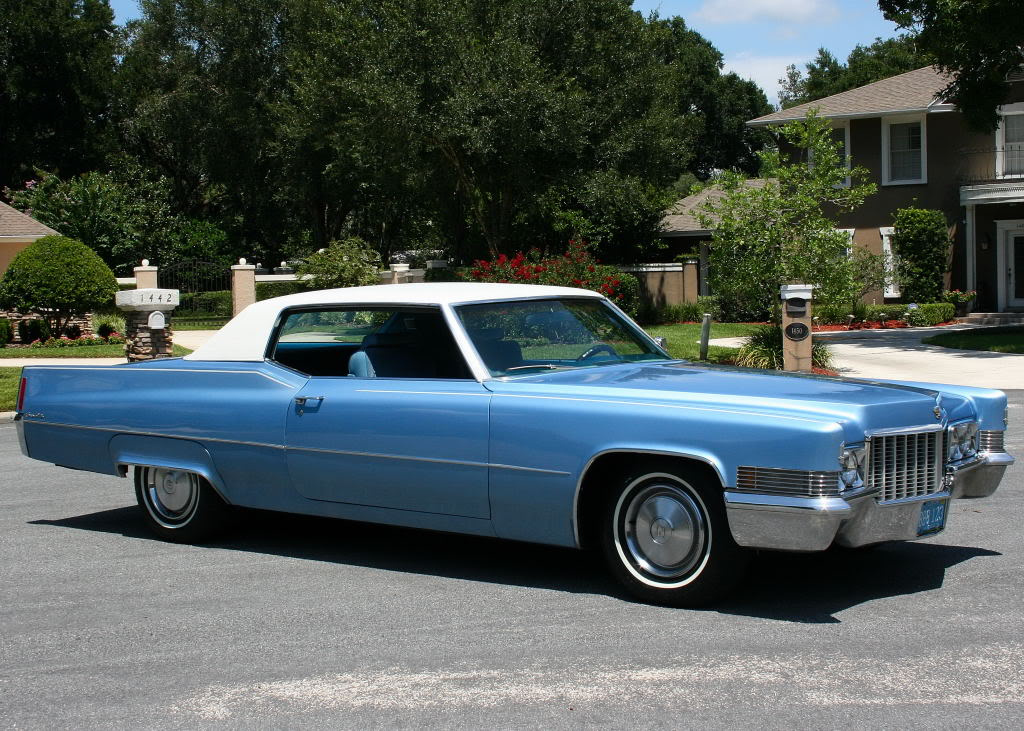
Cadillac Coupe DeVille (1970)

Der Cadillac DeVille (auch: Cadillac De Ville, de Ville und deVille von franz. die Stadt) war eine Baureihe der zum US-amerikanischen Automobilkonzern General Motors gehörenden Marke Cadillac. Nachdem zuvor bereits bestimmte Ausstattungslinien anderer Cadillac-Modelle die Zusatzbezeichnung DeVille erhalten hatten, wurde der Cadillac DeVille ab 1959 zu einer eigenständigen Modellreihe, die bis 2005 in verschiedenen Serien als zweitüriges Coupe DeVille und als viertürige Limousine Sedan DeVille angeboten wurde; zeitweise war auch ein viersitziges Cabriolet im Programm. Cadillac konkurrierte mit dem DeVille vor allem gegen die Continental- und Town-Car-Modelle der Ford-Marke Lincoln und mit Chryslers Imperial-Reihe. Der DeVille war über viele Jahre hinweg der meistverkaufte Luxuswagen US-amerikanischer Herkunft. Die Positionierung der Baureihe innerhalb der Cadillac-Modellpalette wechselte im Laufe der Jahre mehrfach.
Insbesondere das Coupe DeVille wird vielfach in Musiktiteln oder Filmen erwähnt, darunter in Chuck Berrys 1955 erschienenem Lied Maybellene.

## Modellbezeichnung Coupe DeVille

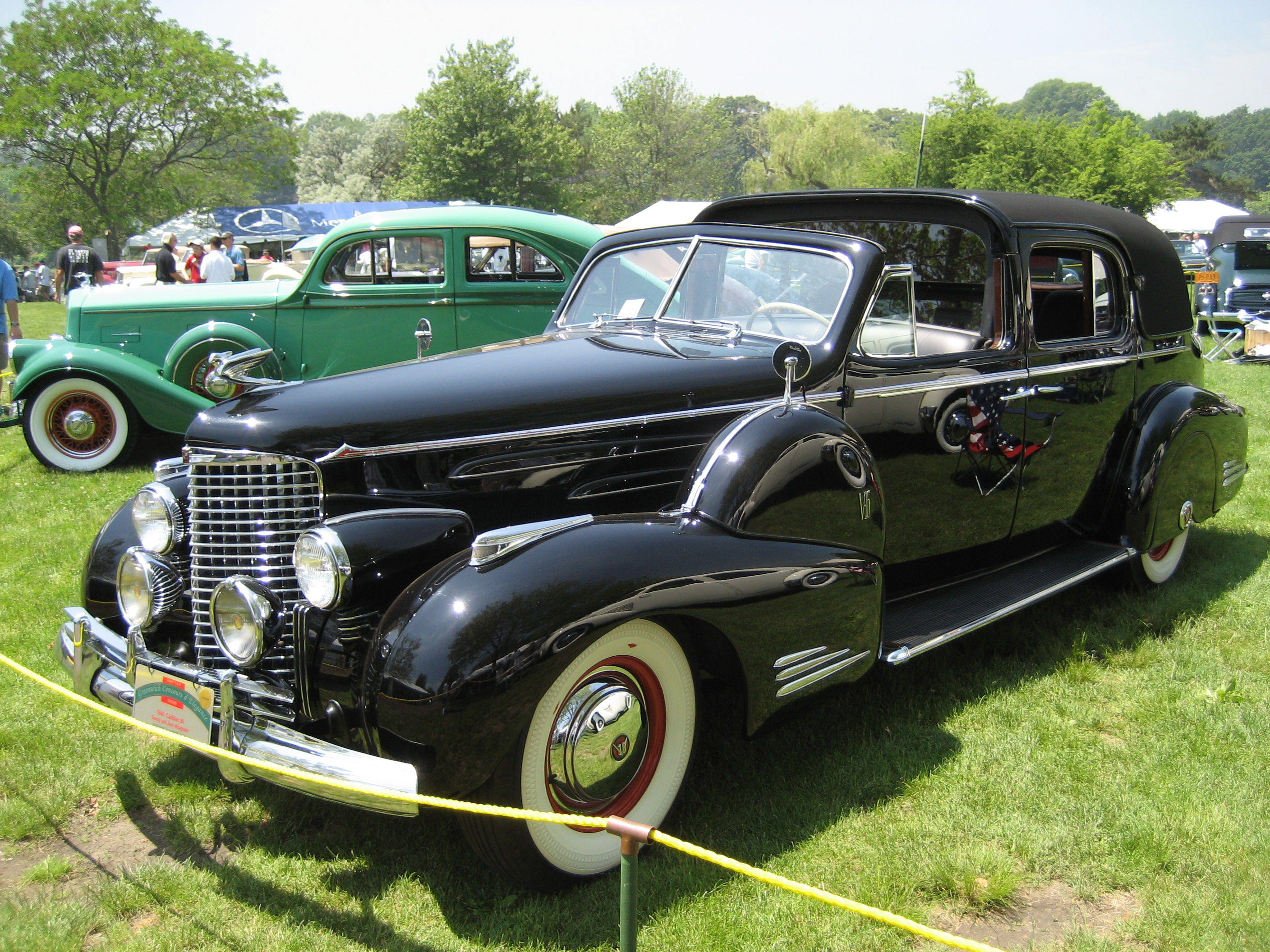
Coupe de Ville (Town Car) von Fleetwood auf einem Cadillac Series 90 Chassis

Die Bezeichnung Coupe DeVille nimmt auf eine Karosseriebauform Bezug, die in Oberklasse-Automobilen in der ersten Hälfte des 20. Jahrhunderts verbreitet war. Typisch für ein Coupé de Ville (französisch für Stadtcoupé, Englisch auch: Town Car) war ein offenes Abteil für den Chauffeur und ein davon getrenntes Fahrgastabteil mit festem Dach. Coupés de Ville gab es bereits im 19. Jahrhundert als Aufbauten für Pferdekutschen. Im Automobilbereich wurden sie üblicherweise als Repräsentationsfahrzeuge verwendet.
Karosserien im Coupé-de-Ville-Stil waren keine Besonderheit Cadillacs. Bis zum Zweiten Weltkrieg boten zahlreiche unabhängige Karosseriebauunternehmen sowohl in den USA als auch in Europa derartige Aufbauten an, wobei Chassis von jedem beliebigen Oberklassehersteller verwendet wurden. Fahrgestelle von Rolls-Royce, Bentley oder Packard wurden häufig als Coupés de Ville eingekleidet. In den 1930er-Jahren hatte Cadillac einige Jahre lang Coupé-de-Ville-Aufbauten für seine Sechzehnzylinder-Modelle im Angebot. Sie wurden üblicherweise als Town Car bezeichnet und von Fleetwood gefertigt.
Für die ab 1949 als Coupé de Ville bezeichneten Modelle griff Cadillac zwar die Bezeichnung dieser speziellen Karosserieform auf, es waren aber keine Coupés de Ville im technischen Sinne, weil bei ihnen das Fahrer- und das Passagierabteil eine Einheit bildeten und fest überdacht waren.
Die Schreibweisen variieren. Neben „DeVille“ finden sich in verschiedenen Werkspublikationen auch die Schreibweisen „De Ville“, „deVille“ und „de Ville“.

## Vorgeschichte: Cadillac Series 62 DeVille

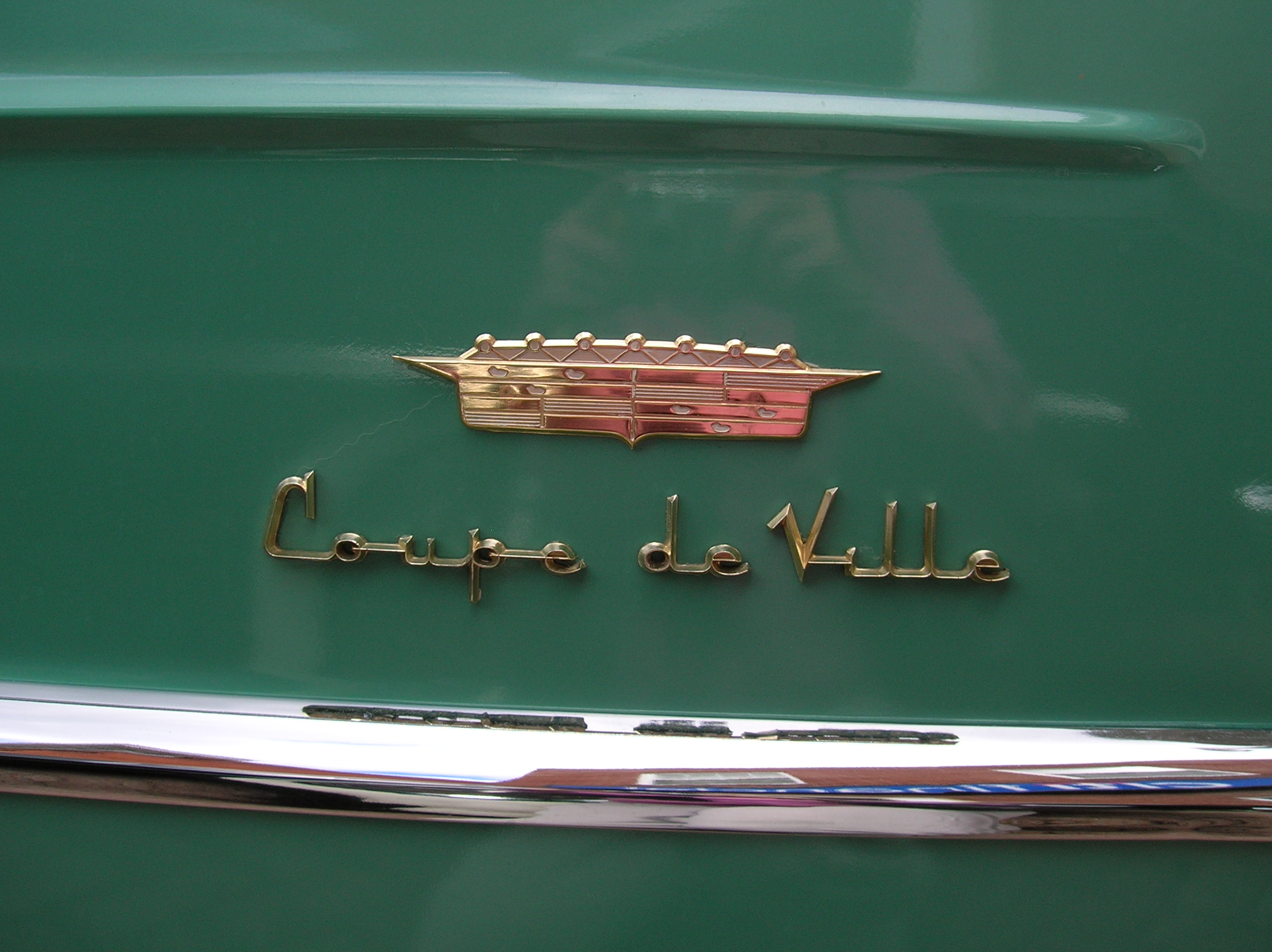
Schriftzug Coupe de Ville auf einem Cadillac von 1956

Der Begriff DeVille erschien bei Cadillac in der Nachkriegszeit erstmals 1949. In diesem und in den folgenden acht Jahren war der Cadillac de Ville kein eigenständiges Modell. Er war vielmehr lediglich eine besonders hochwertig ausgestattete Version des Cadillac Series 62.
In den 1940er- und 1950er-Jahren war die Modellpalette von General Motors’ Luxusmarke Cadillac in vier Baureihen eingeteilt, die später auf drei reduziert wurden. Bis 1951 war die Series 61 Cadillacs Basismodell. Darüber rangierte als mittlere Baureihe die Series 62, die 1952 zur Basislinie wurde, nachdem zuvor die Fertigung der Series 61 eingestellt worden war. Beide Reihen war als zweitüriges Coupé und als viertürige Limousine erhältlich. Das nächsthöhere Marktsegment belegte die Series 60, die nur als viertürige Limousine angeboten wurde. Die Repräsentationsfahrzeuge der Series 75 schließlich waren für den Chauffeurbetrieb vorgesehen. Cadillac verfolgte in dieser Zeit das Konzept der Einheitskonstruktion. Das bedeutet, dass alle vier Modelle technisch und stilistisch jeweils auf der gleichen Konstruktion basierten. Sie unterschieden sich durch unterschiedliche Radstände, durch äußere und innere Dekorelemente sowie durch die Ausstattung voneinander.

### Der Motorama-Prototyp

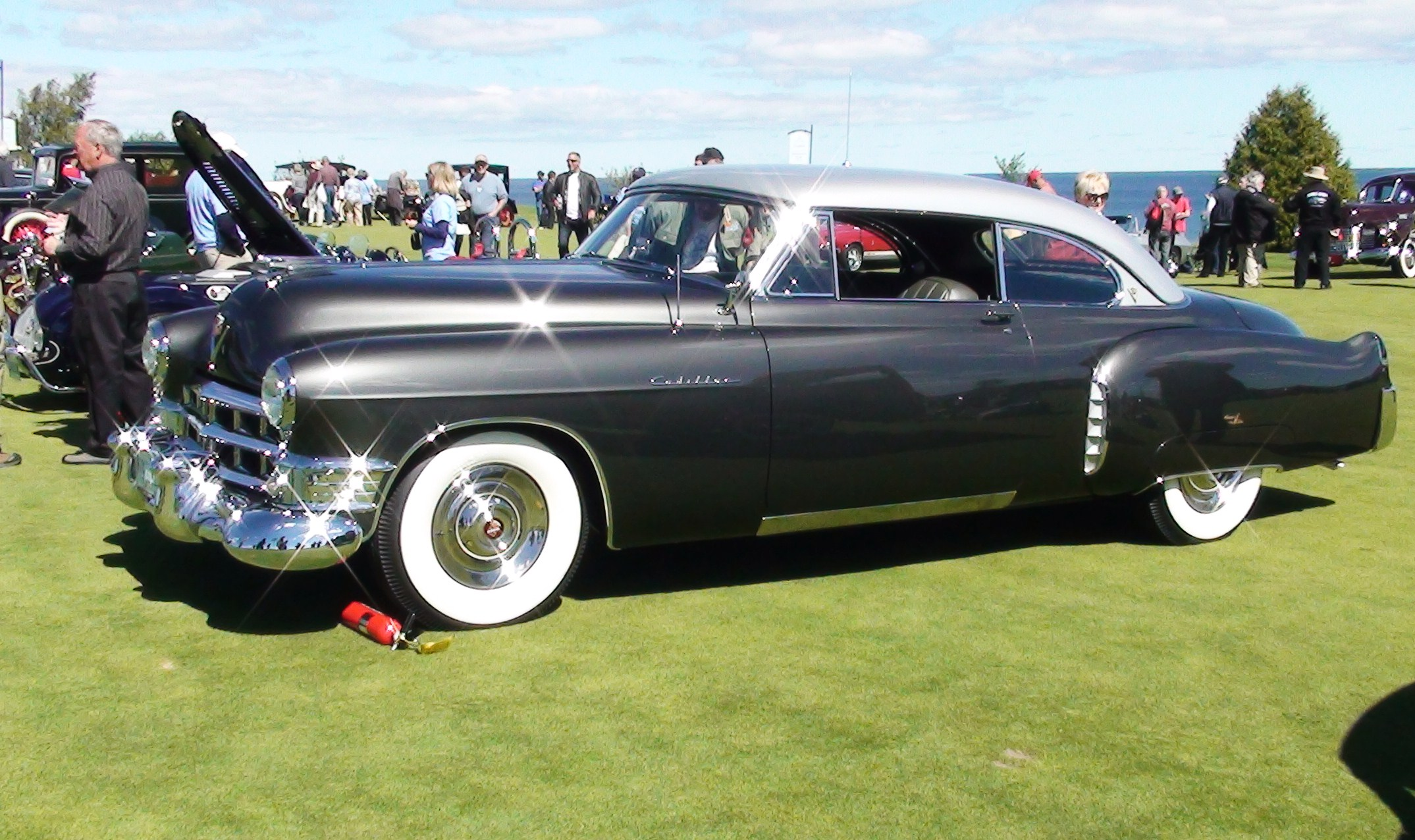
Cadillac de Ville Prototyp von 1949

Cadillacs erstes Coupe de Ville (noch in getrennter Schreibweise) war ein Showcar, das im Januar 1949 auf der Motorama-Ausstellung in New York City öffentlich gezeigt wurde. Es war ein zweitüriges Stufenheck coupé mit vier Sitzplätzen auf der Basis des langen Series-60-Chassis. Das Coupe de Ville hatte ein von der übrigen Karosserie farblich abgesetztes Hardtopdach und keine fest stehende B-Säule. Das Stufenheck-Design war eine Neuerung, denn Cadillacs Serien-Coupés hatten zu dieser Zeit ein Fließheck. Das de-Ville-Showcar hatte eine einteilige vordere Windschutzscheibe, ein dreiteiliges Heckfenster, das in die C-Säule seitlich hineingezogen war, und auffällige Chromornamente. Im Innenraum war er mit einem Telefon und Schreibvorrichtungen wie einem Diktiergerät ausgestattet. Das Auto blieb in dieser Form ein Unikat. Es war bis 1957 regulär in Betrieb und wird heute gelegentlich auf Ausstellungen gezeigt.

### Die Serienversionen

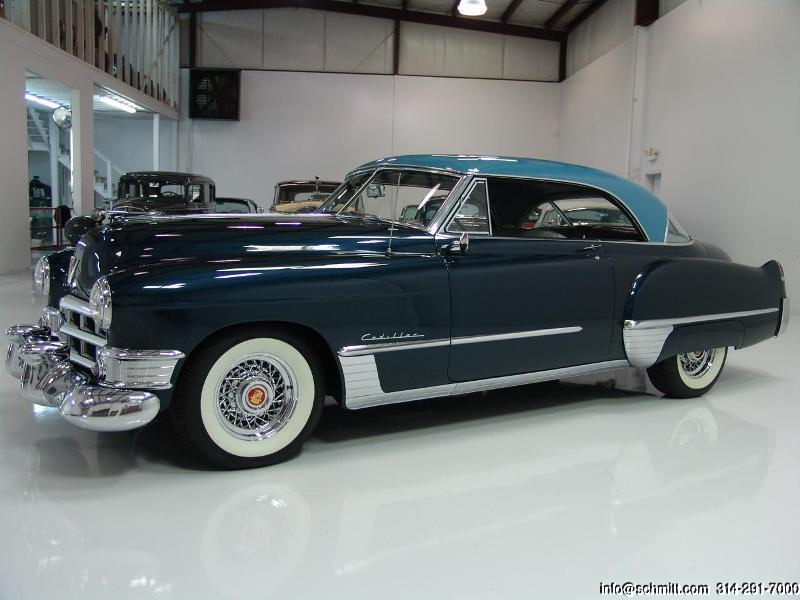
Cadillac Series 62 Coupe de Ville (1949)

Cadillac übernahm in der Folgezeit einige Elemente des Showcars für die Serienversion des DeVille, die auf dem kürzeren Chassis der Series 62 basierte. Wie das Showcar, war auch die Serienversion des de Ville ein Stufenheckcoupé. Auch die Gestaltung der hinteren Seitenfenster wurde übernommen.
Das Serienmodell führte Cadillac in der zweiten Hälfte des Modelljahres 1949 ein, das im Herbst 1948 begonnen hatte. Das Coupe DeVille stand neben dem ebenfalls zweitürigen Club Coupe, das in diesem Jahr noch eine Fließheckkarosserie hatte. Anders als das Club Coupe war es serienmäßig mit elektrischen Fensterhebern und lederbezogenen Sitzen ausgestattet. Das Coupe DeVille kostete mit 3.497 US−$ knapp 500 US−$ mehr als das Club Coupe und erreichte annähernd den Preis des Series-62-Cabriolets. Im (kurzen) ersten Modelljahr entstanden 2.150 Exemplare des Coupe de Ville.
In den folgenden Jahren machte der DeVille alle stilistischen Änderungen mit, die Cadillac an der Series 62 vornahm. Das betraf die Gestaltung der Windschutzscheiben, die nach und nach die Formen von Panoramascheiben annahmen, ebenso wie die Entwicklung der Heckflossen. Mit dem Modelljahr 1950 entfiel die zweitürige Fließheckversion der Series 62. Das zweitürige Basismodell der Baureihe, das zunächst weiterhin Club Coupe und ab 1952 nur noch Coupe hieß, war nun ebenso wie der DeVille ein Hardtopcoupé mit Stufenheck und ohne B-Säule. Beide Modelle unterschieden sich äußerlich vor allem durch individuelle Chromapplikationen und durch ihre Ausstattung, die im Fall des Coupe DeVille deutlich höherwertig war. Preislich lag das Coupe DeVille regelmäßig 400 bis 500 US−$ über dem Basiscoupé. Von beiden Versionen entstanden jährlich annähernd gleich viele Exemplare.
Zum Modelljahr 1956 führte Cadillac eine viertürige Version des DeVille ein, die die Bezeichnung Series 62 Sedan DeVille erhielt. Sie ergänzte den Series 62 Four Door Sedan, der dadurch zum viertürigen Basismodell der Marke wurde. Analog zum Coupe DeVille, war auch der Sedan DeVille hochwertiger ausgestattet als das Basismodell. Der Series 62 Sedan DeVille hatte ein Hardtopdach, also nicht die durchgehende B-Säule des regulären Series 62 Four Door Sedan dieser Zeit. Es hatte auch kein drittes Seitenfenster zwischen der hinteren Tür und dem Dachabschluss und wirkte dadurch sportlicher als das Basismodell. Der Series 62 Sedan DeVille gilt als das erste in Serie gefertigte viertürige Hardtop. Er verkaufte sich in seinem ersten Modelljahr deutlich besser als das Basismodell; mit 41.732 Exemplaren überstieg seine Produktion die des Basismodells um mehr als 50 Prozent. Auch in den folgenden zwei Jahren blieb der Series 62 Sedan erfolgreich.

## 1959–2005: Cadillac DeVille als eigenständige Baureihe

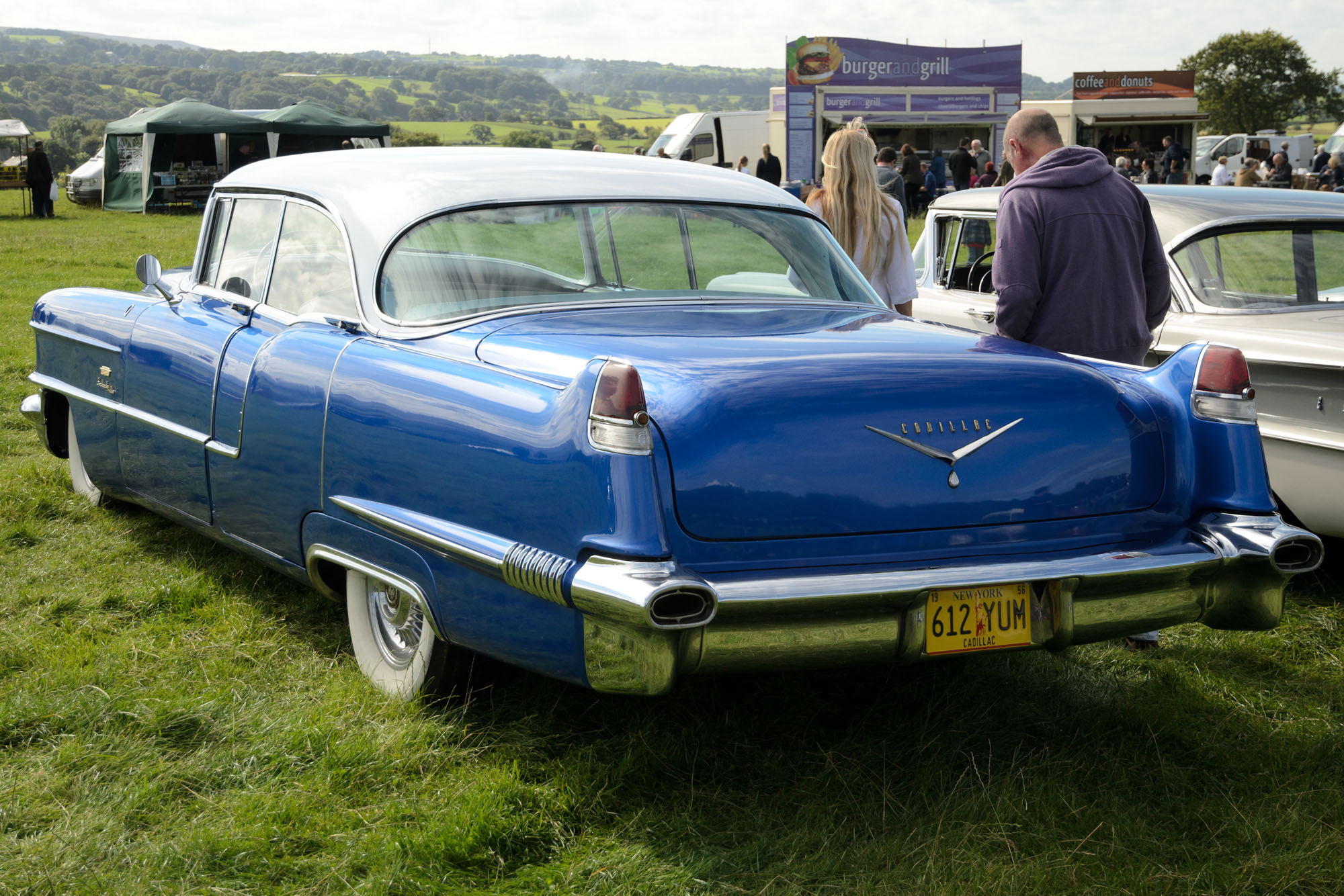
Cadillac Series 62 Sedan DeVille (1956)

Angeregt durch den großen Erfolg des Coupe DeVille und des Sedan DeVille, gliederte Cadillac die DeVille-Modelle beginnend mit dem Baujahr 1959 aus der Series-62-Reihe aus. Der DeVille wurde damit eine eigenständige Baureihe, die anfänglich die Modellbezeichnung Series 63 erhielt. Er war über der Series 62, aber unter der Series 60 Special positioniert. Das blieb auch über 1964 hinaus so, als die Bezeichnung Series 62 entfiel und durch die Modellreihe Calais ersetzt wurde. Erst als Cadillac 1977 im Zuge des sogenannten Downsizing eine kleiner dimensionierte Neuauflage seiner Standardmodelle einführte, entfiel die Baureihe Calais. Dadurch wurde der DeVille in Coupé- und Limousinenversion zu Cadillacs Basismodell, über der eine inzwischen als Fleetwood Brougham bezeichnete Luxusversion rangierte. Die letzten Versionen des DeVille, die zu Beginn des 21. Jahrhunderts angeboten wurden, waren wiederum die Spitzenmodelle der Marke.

### Erste Generation: 1959–1960
Die erste Generation des DeVille entsprach technisch und stilistisch den Fahrzeugen der Series-62-Reihe. Äußerlich gab es nur geringfügige Abweichungen, vor allem bei den Emblemen und den Schriftzügen auf der Karosserie. Die DeVilles wurden als zweitüriges Coupé und viertürige Limousinen angeboten. Cabriolets gab es in der DeVille-Reihe nicht; sie wurden nur in der Series 62 sowie – mit verbesserter Ausstattung und deutlich höherem Preis – als Eldorado Biarritz angeboten.

#### Design
Cadillacs Modelljahrgang 1959 war aufgrund seines Karosseriedesigns außergewöhnlich. Wegen der markant gestalteten Heckflossen galten diese Modelle als „das automobile Symbol der 1950er-Jahre“; sie waren „gleichzeitig Höhepunkt und Schlusswort der wildesten Styling-Epoche in der Geschichte des Automobils.“
Das Design des Modelljahrgangs 1959 war die letzte reguläre Arbeit des langjährigen GM-Gestalters Harley Earl. Stilistisch hatten die Autos keinen Bezug zu den Vorgängermodellen. Die für alle Baureihen der Marke im Grunde einheitliche Karosserie war insgesamt niedriger und schlanker als die wuchtigen 1958er-Modelle. Die Flanken des Autos verjüngten sich zum Heck hin und mündeten in runden Öffnungen, die dem Auslass einer Flugzeugdüse nachempfunden waren. Über ihnen befanden sich außergewöhnlich hohe und spitze Heckflossen, in die auf jeder Fahrzeugseite zwei raketenförmige Rückleuchten integriert waren. Die Heckflossen erreichten in diesem Modelljahr nach Auffassung von Kritikern „beinahe lächerliche“ Dimensionen. Beim neuen Modell waren die Hinterräder von den Kotflügeln abgedeckt und der Vorderwagen war schlanker gestaltet. Zusätzlich trug der breite hintere Stoßfänger im Grilldesign an der Seite noch Rückleuchten, die an die Auslässe von Raketendüsen erinnerten. Ihre Form und Höhe war eine Reaktion auf die von Virgil Exner gestalteten Chrysler-Modelle der Jahre 1957 und 1958, deren Heckflossen höher waren als die der Cadillac-Fahrzeuge. Mit dem Design des 1959er Jahrgangs ging es den GM-Gestaltern darum, die Chrysler-Linien wiederum zu übertreffen.
Das Coupe DeVille hatte hinten eine geschwungene, stark geneigte Dachlinie. Bei der Limousine bot Cadillac erstmals zwei verschiedene Formen der Dachgestaltung an: eine als Six Windows bezeichnete Version hatte eine dem Coupé ähnliche geschwungene Dachlinie und auf jeder Fahrzeugseite drei Fenster (Fahrertür, hintere Tür, hinteres Seitenfenster). Daneben war eine Version mit horizontal verlaufendem Dach und großer hinterer Panoramascheibe im Angebot. Bei dieser Version war das Heckfenster in die Fahrzeugseiten hinein gebogen und reichte bis zum Abschluss der hinteren Tür. Diese Ausführung hatte nur zwei Seitenfenster (jeweils eines in den Türen). Sie wurde deshalb als Four Windows bezeichnet; eine Alternativbezeichnung, die auf das horizontal verlaufende Dach Bezug nimmt, ist Flat Top.

#### Technik
Der DeVille hatte wie alle übrigen Cadillacs auch einen X-förmigen Fahrzeugrahmen, mit dem die Karosserie verschraubt war. Die Vorderräder waren einzeln aufgehängt an Doppelquerlenkern, hinten gab es eine Starrachse mit zwei Längslenkern und einem Dreieckslenker. Als Antrieb verwendete Cadillac für alle DeVille-Modelle einen Achtzylinder-V-Motor, dessen Hubraum auf 6,4 Liter (390 Kubikzoll) erhöht worden war. Die Leistung wurde mit 325 hp angegeben. Eine 345 hp starke Version dieses Motors, die Cadillac ebenfalls im Angebot hatte, wurde nicht regulär in den DeVille-Modellen eingesetzt; sie war der hochpreisigen Eldorado-Linie vorbehalten.

#### Ausstattung
Die Serienausstattung des DeVille war umfangreicher als die der regulären Series-62-Modelle. Zum Serienumfang gehörten, Servolenkung, Automatikgetriebe, elektrisch verstellbare Sitze, Scheibenwischer mit zwei Geschwindigkeiten und verchromte Radkappen.

#### Änderungen für 1960
Für den Modelljahrgang 1960 überarbeitete Harley Earls Nachfolger Bill Mitchell das letztjährige Design geringfügig. Er übernahm die Grundkarosserie der 1959er Modelle, wandte sich aber jedenfalls in Details von deren stilistischen Extremen ab. Die Heckflossen waren niedriger, und die raketenförmigen Leuchteinheiten entfielen. Stattdessen waren die Rückleuchten bündig in den Abschluss der Heckflossen integriert. Auch der Schmuck des Kühlergrills wurde versachlicht. Ansonsten blieb das Karosserieangebot unverändert. Es gab weiterhin das Coupe DeVille mit fließender Dachlinie und den Sedan DeVille mit zwei oder drei Seitenfenstern. Der Motor wurde leicht überarbeitet. Der Ölfilter wurde als Kartuschenfilter in der Nähe des Starters eingebaut. 

#### Produktion
Cadillacs Standardmodelle der Jahre 1959 und 1960 waren am Markt erfolgreich. Cadillac fertigte im Modelljahr 1959 über 142.000 Autos; fast 114.000 davon waren Fahrzeuge der Series 62 und der DeVille-Reihe. 1960 fertigte Cadillac von beiden Baureihen noch einmal 112.175 Fahrzeuge. Die Produktion verteilte sich in beiden Jahren nahezu gleich auf die DeVille-Baureihe und die Series 62. Das erfolgreichste Einzelmodell der DeVille-Reihe war der 6 Window Sedan des Modelljahrs 1960, während der 4 Window Sedan des gleichen Jahrs das seltenste Modell war.
Ein Coupe DeVille kostete US-$ 5.252, der Preis für die Sedans betrug US-$ 5.498. Damit lagen die DeVilles preislich jeweils etwa US-$ 400 bis 500 über den baugleichen Series-62-Modellen. Die Preise blieben für 1960 konstant.

#### Galerie

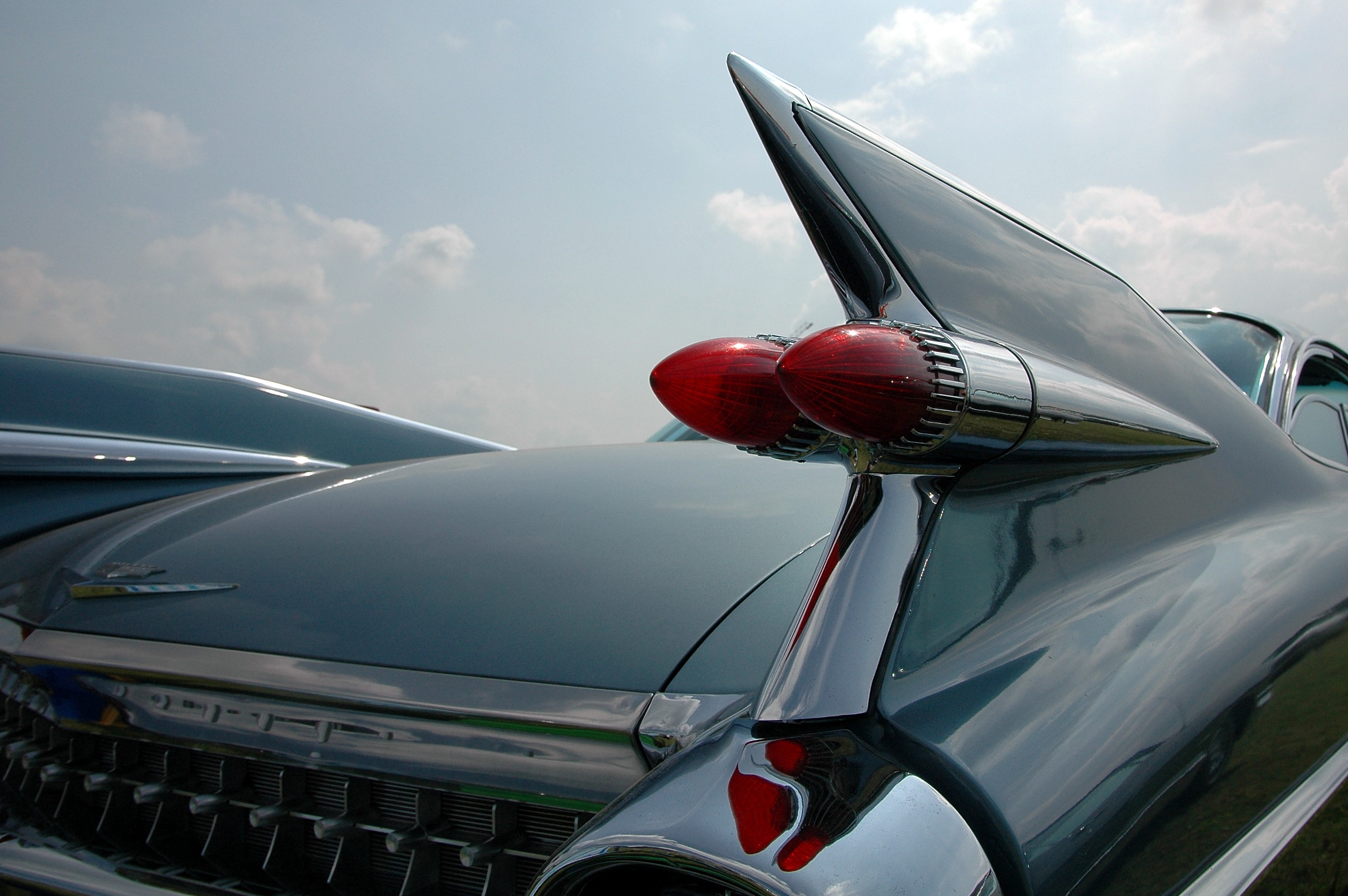
Coupe DeVille (1959)
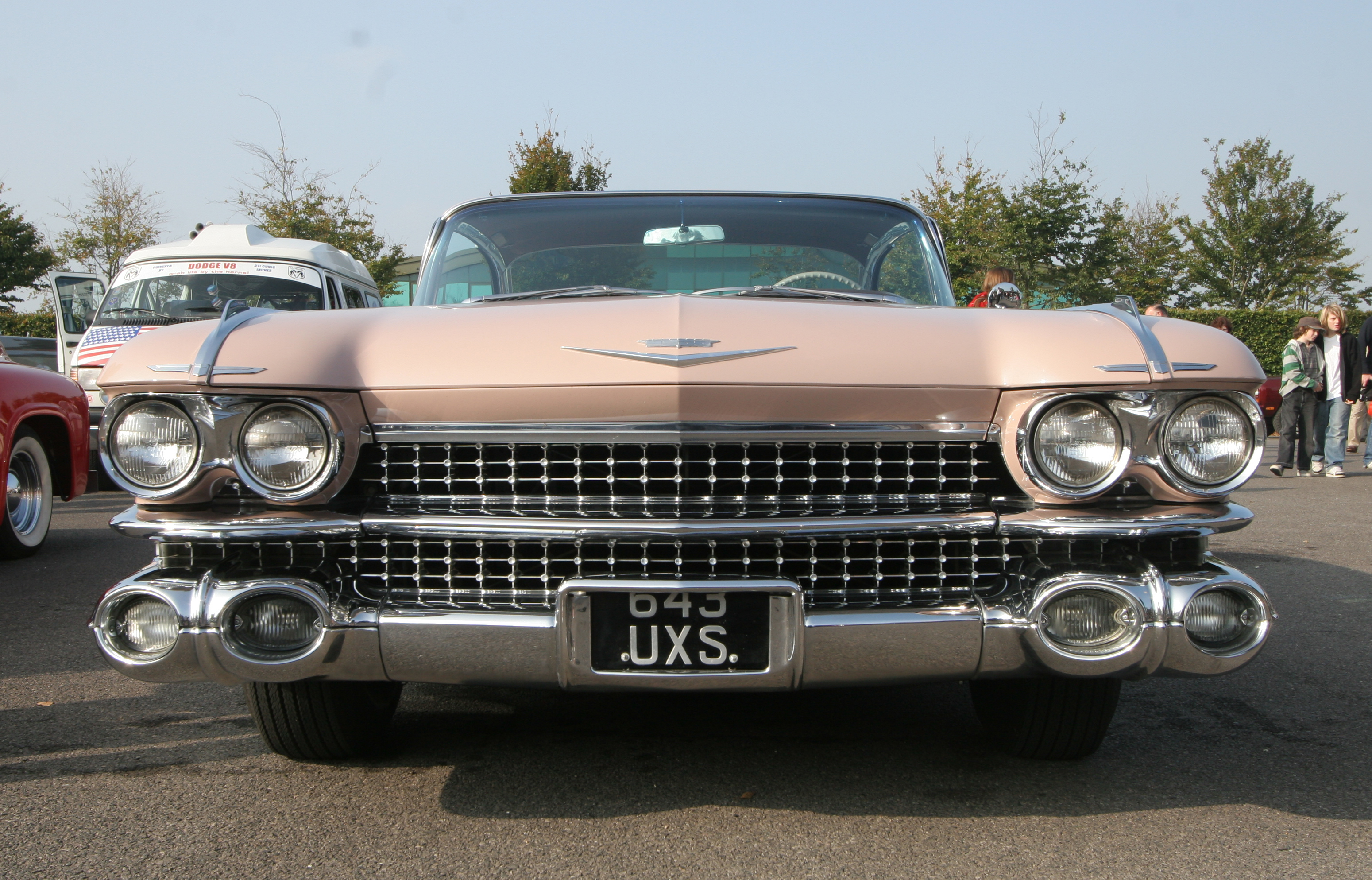
Kühlerverkleidung im Juwelenstil (1959)
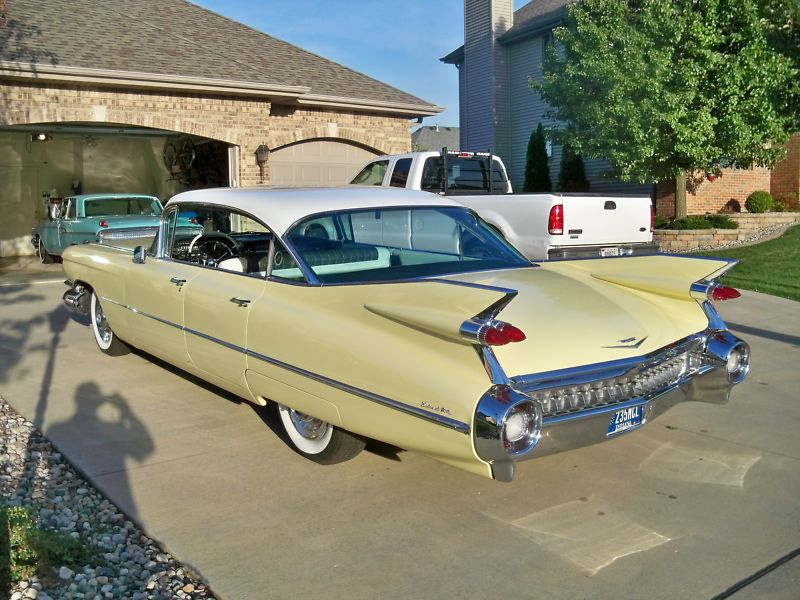
Sedan DeVille 6 Windows (1959)
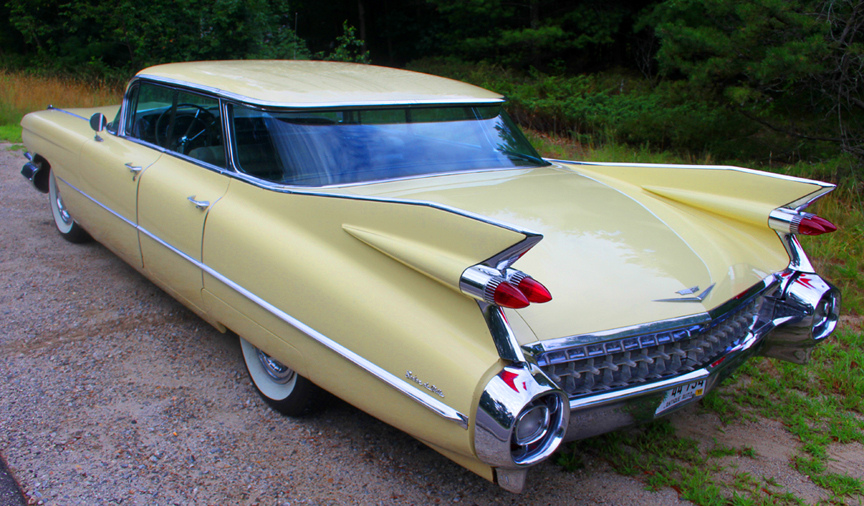
Sedan DeVille 4 Windows (sog. Flat Top) (1959)
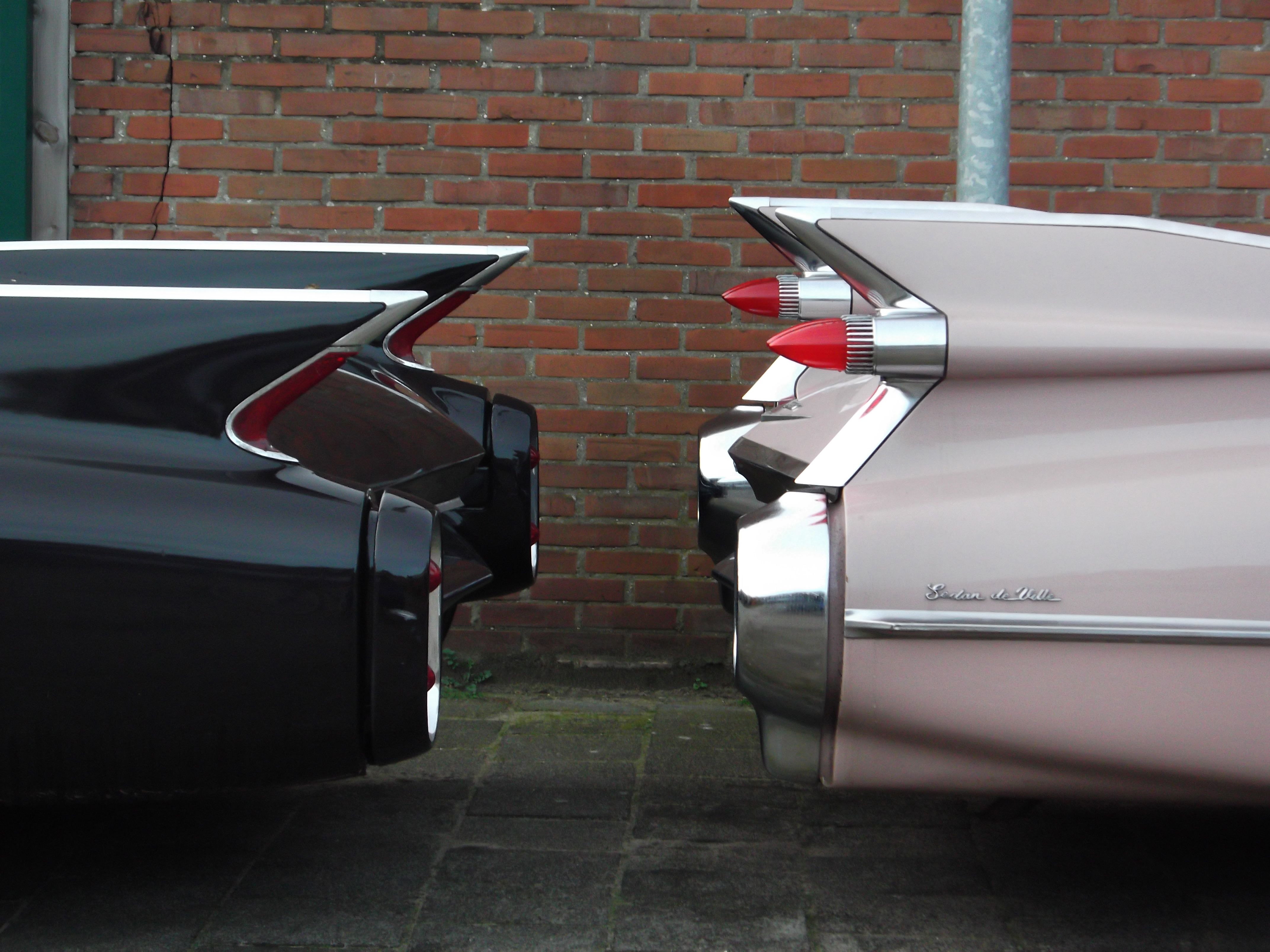
Cadillac Sedan DeVille 1960 (links) und 1959 (rechts)
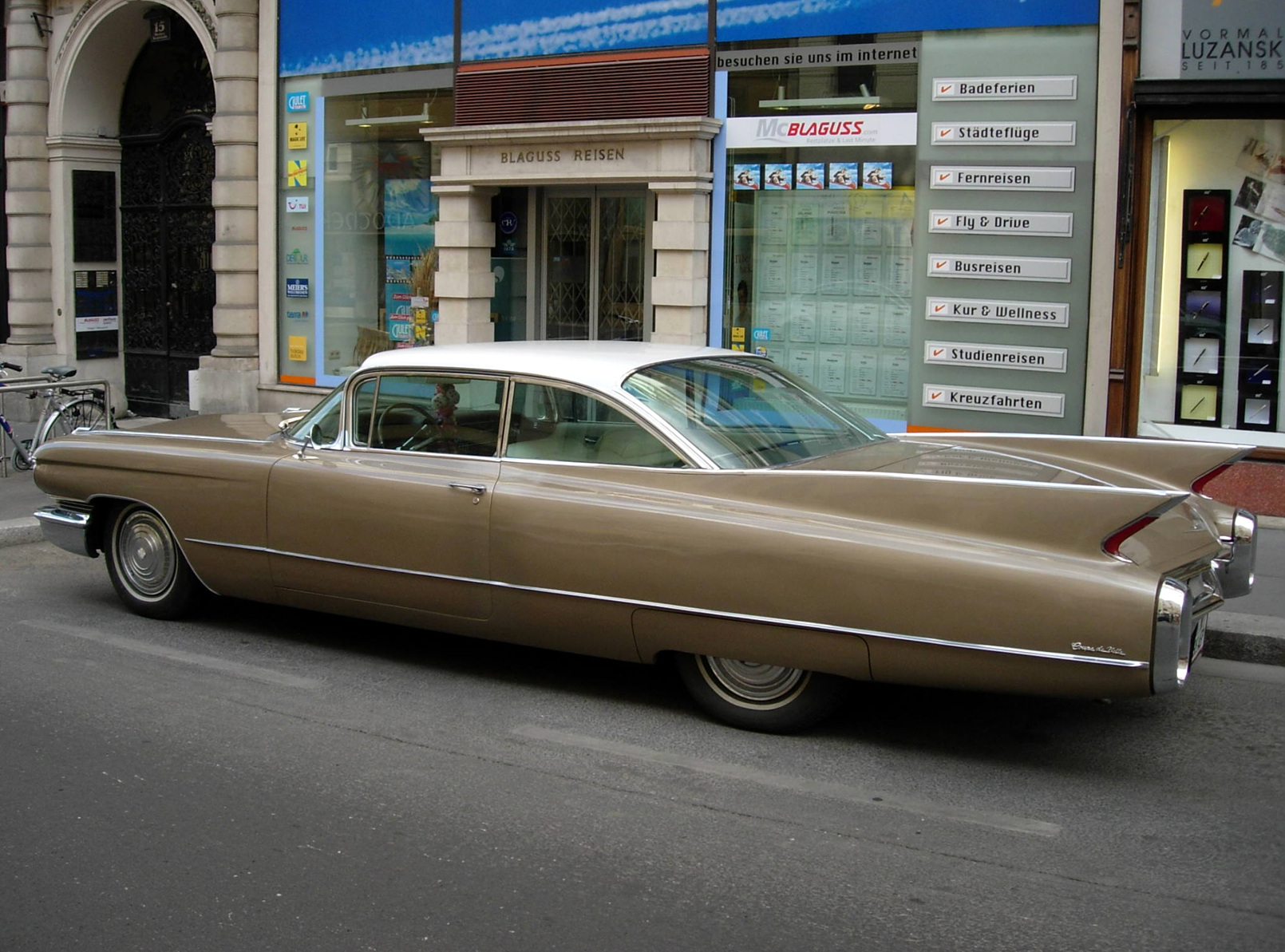
Coupe DeVille (1960)
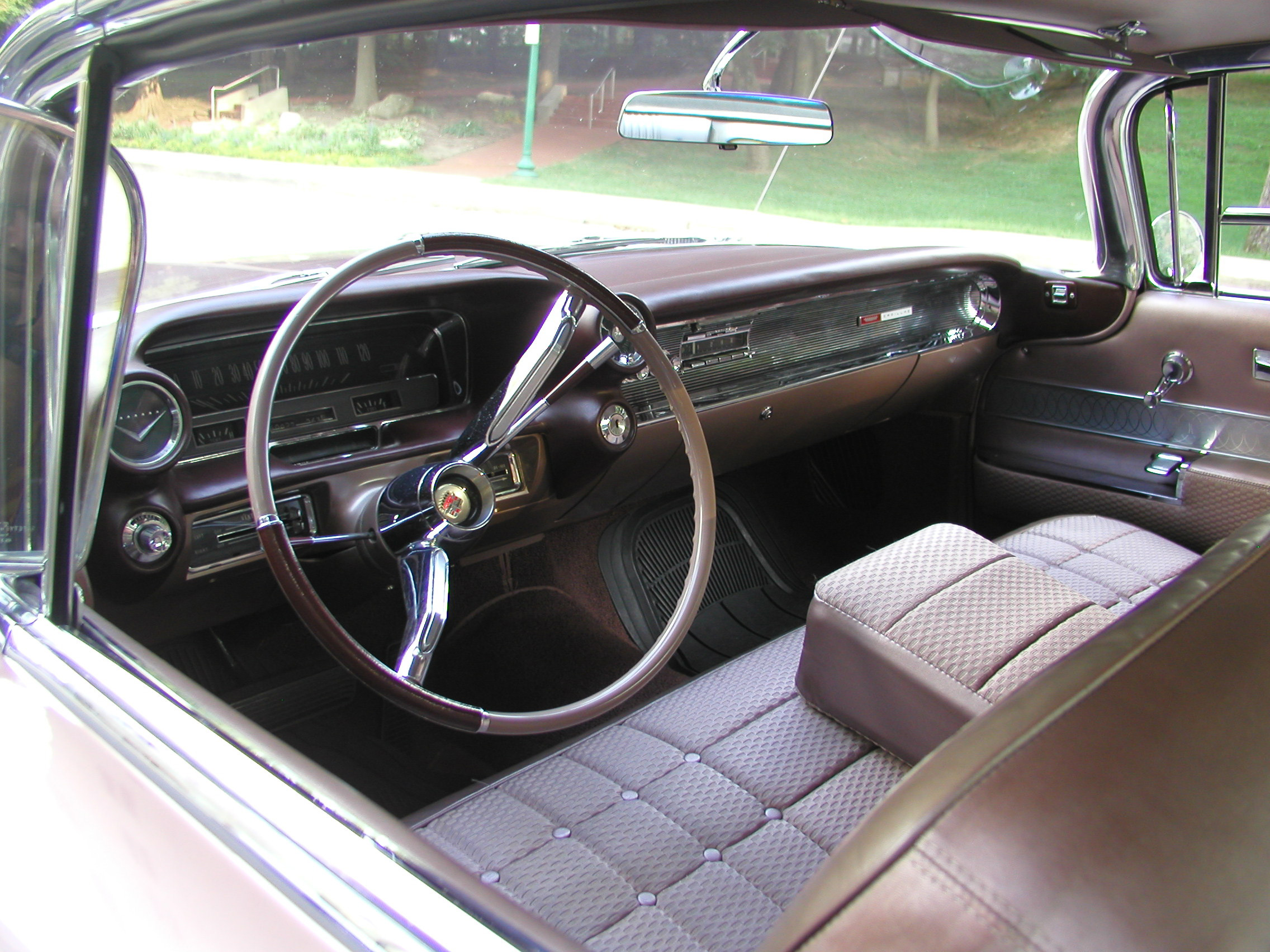
Interieur (1960)

### Zweite Generation: 1961–1964
Für das Modelljahr 1961 wurden die Cadillac-Modelle neu gestaltet und technisch überarbeitet. Die Autos erhielten erneut eine flachere Front. Reichte vorher der Kühlergrill noch unter die Doppelscheinwerfer, so waren sie nun seine Begrenzung.
1962 wurde der Grill nochmals flacher und erhielt einen breiten, verchromten, horizontalen Mittelsteg. 1963 gab es einen komplett neuen Kühlergrill, der horizontal geteilt war. Die Doppelscheinwerfer, immer noch nebeneinander angeordnet, waren kleiner und darunter waren Park- und Blinkleuchten angeordnet. Die Heckflossen wurden kleiner und die ovalen Rückleuchten nahmen eine längliche, vertikale Form an.
1964 gab es wenige stilistische Veränderungen, aber dafür einen neuen Motor mit 7030 cm³, der 340 hp (ca. 250 kW) bei 4600 min−1 abgab. 1964 trug zum ersten Mal ein Cadillac Cabriolet den Schriftzug und den Namen DeVille.

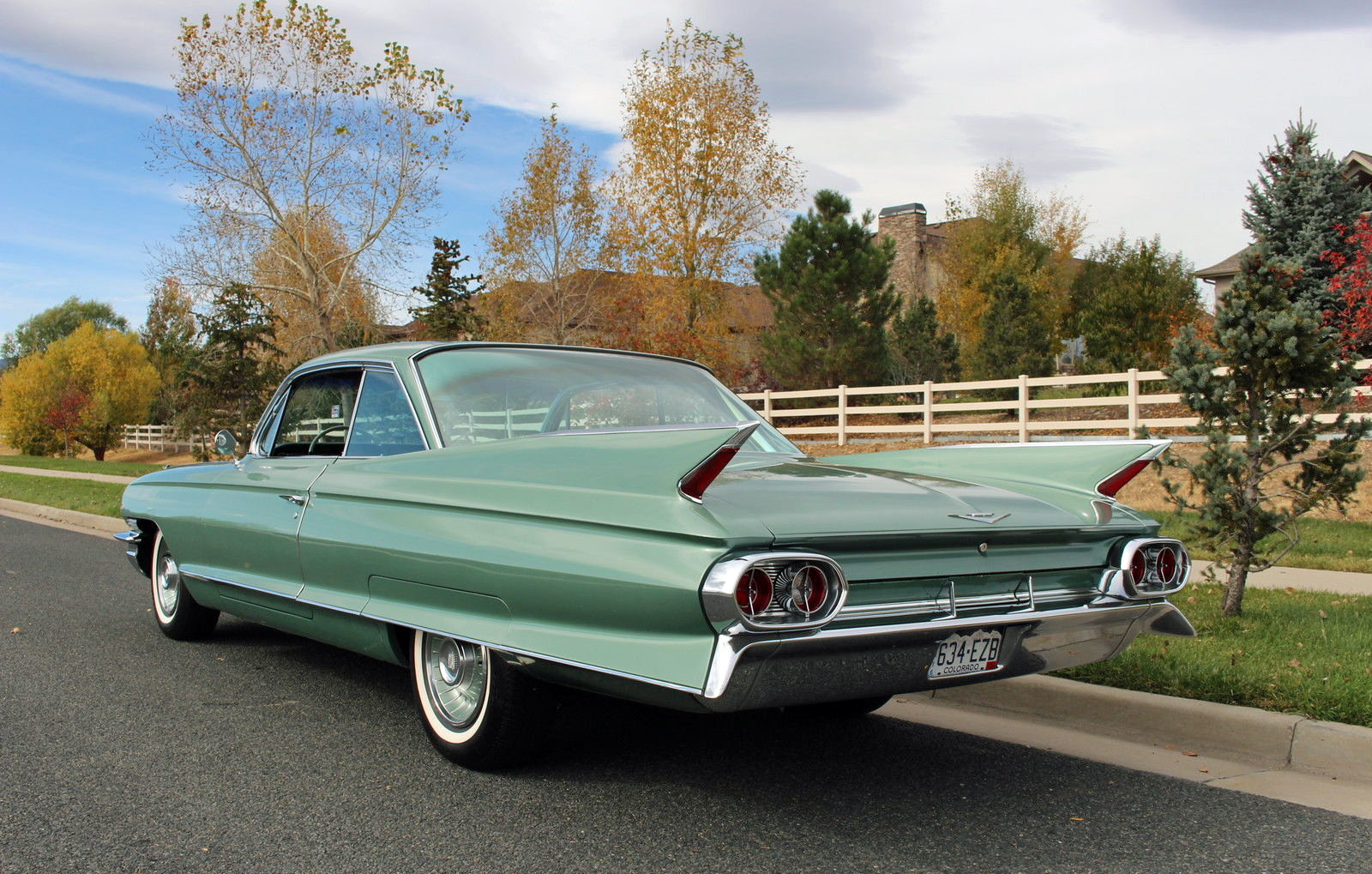
1961 Cadillac Coupe Deville

Das Coupe DeVille wuchs, wie die anderen Cadillac-Modelle, zwischen 1949 und den frühen 1970er-Jahren beträchtlich und legte auch an Motorleistung zu. 1973 hatten die Wagen einen um 102 mm größeren Radstand, waren 432 mm länger und mehr als 400 kg schwerer geworden. Ihre V8-Motoren waren von 5,4 auf 7,7 Liter Hubraum gewachsen.

### Dritte Generation: 1965–1970
Im Frühjahr 1965 wurde das Coupe DeVille komplett überarbeitet, behielt aber seinen Radstand von 3289 mm. Die ausladenden Heckflossen verschwanden und wurden durch kleine senkrechte Flossen ersetzt und die gerundeten Karosserielinien wurden durch ein klares, eckiges Styling abgelöst. Es gab auch einen neuen Heckstoßfänger und hohe, längliche Rücklichter. Vorne wurden die nebeneinander angeordneten Doppelscheinwerfer durch übereinander liegende verdrängt, die einen noch breiteren Kühlergrill ermöglichten.
Es gab gebogene Seitenscheiben und die Limousinen mit B-Säulen fanden ihren Weg zurück in die Baureihen Calais und DeVille. Die Wagen der Baureihe 60 Special bekamen ebenfalls B-Säulen, wobei die Hardtop-Limousinen mit sechs Fenstern entfielen. Der 60 Special bekam auch seinen exklusiven Radstand von 3378 mm zurück, während er in den Jahren 1959 bis 1964 nur 3289 mm Radstand gehabt hatte.
Wenn auch die Verkaufszahlen für das 1965 elegant überarbeitete Coupe DeVille neue Rekorde aufstellten, belegte dieses Modell doch nur den zweiten Platz hinter dem Sedan DeVille. Im Modelljahr 1965 wurden 43.345 Coupe DeVille mit Hardtop und 19.200 DeVille Cabriolets verkauft. Die Modelle 68357-J bis 68367-F des Coupe DeVille kosteten ab Werk zwischen US-$ 5.419 und US-$ 5.639 als Hardtop-Coupés oder Cabriolets.
Den Hardtop gab es gegen einen Aufpreis von US-$ 121 mit vinylbezogenem Dach. Der Hubraum des Motors war auf 7,0 l gewachsen und seine Leistung auf 340 bhp (250 kW). Alle vier DeVille-Modelle hatten kleine Namensschilder auf den hinteren Kotflügeln über den seitlichen Zierleisten. Das hintere Zulassungsschild saß in der Mitte des klaren, symmetrischen Fahrzeughecks.
1966 gab es nur kosmetische Veränderungen an der Karosserie und die DeVille-Serie unterschied sich wiederum durch die Tiffany-ähnlichen Modellschilder an den hinteren Kotflügeln oben. Die Serienausstattung folgte dem Muster der vergangenen Jahre. Cadillac-Schilder und V-förmige Zierleisten vorne und hinten waren die Erkennungszeichen.
Während des Modelljahres 1966 überschritten die Verkaufszahlen des sehr populären Coupe DeVille erstmals die 50.000er-Grenze, lagen aber immer noch unter denen des viertürigen Sedan DeVille. Alle geschlossenen DeVille-Modelle hatten verchromte Rahmen und Schachtleisten an den Seitenfenstern. Eine automatische Niveauregulierung war nun serienmäßig. Es gab neue Motorhalterungen und ein leiseres, patentiertes Auspuffsystem. Der Hardtop wog 2.020 kg, das Cabriolet 2.014 kg.
Die Preise waren gegenüber dem Vorjahr gestiegen und rangierten zwischen US-$ 5.339 und US-$ 5.555. Als das Modelljahr 1966 im Sommer endete, waren 50.580 Coupe DeVille verkauft worden.

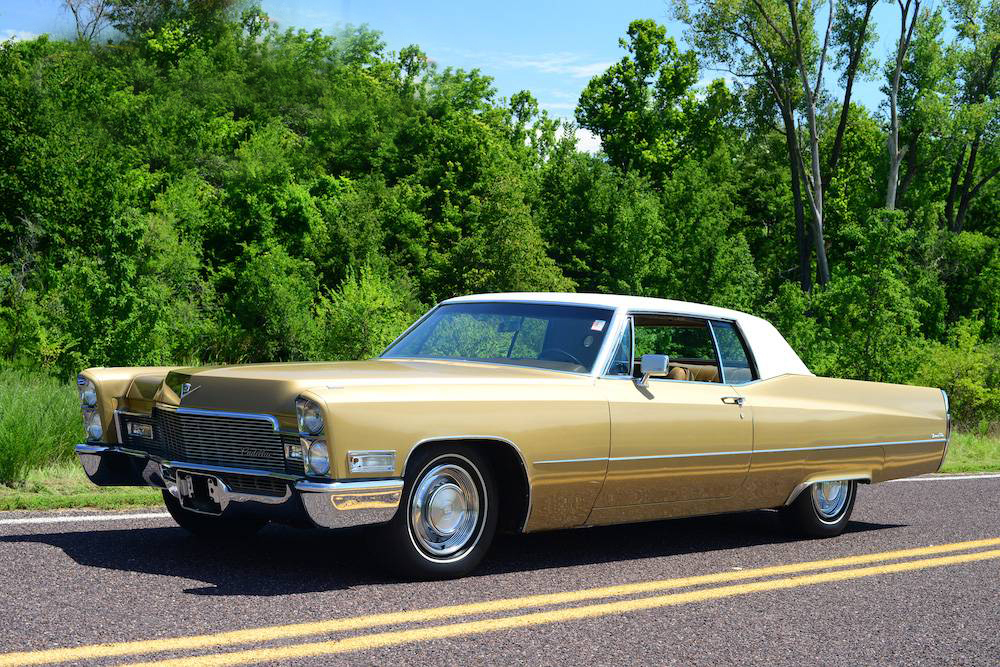
Cadillac Coupe DeVille (1968)

1967 wurde das Coupe DeVille überarbeitet. Auffällige Stylingdetails waren eine nach vorne geneigte Fahrzeugfront, eine lange, strukturierte Karosserielinie und neue Heckkotflügel mit mehr als nur einem kleinen Hinweis auf Heckflossen. Der wabenförmige Kühlergrill erstreckte sich über die gesamte Fahrzeugbreite und endete nun schon im dritten Jahr an den übereinander angeordneten Doppelscheinwerfern. Rechteckige Parkleuchten fanden sich in äußeren Enden des Grills.
Geringfügig andere Zierleisten und eine etwas komfortablere Innenausstattung unterschied die DeVille-Modelle von den Calais-Modellen. Es gab auch wieder die kleinen Schilder mit der Modellbezeichnung im Tiffany-Stil an den hinteren Kotflügeln. Coupe Deville- und Calais-Modelle erhielten eine neue elegante Dachlinie, die vom Showcar Florentine von der Weltausstellung 1964 in New York inspiriert war.
Wie beim Showcar ließ das zurückgesetzte Glas der Dreiecksfenster das Heckfenster wie ein Segel aussehen.
Die Ausstattungsliste des Coupe DeVille (Modell 1967) enthielt die gleichen Ausstattungen wie beim Calais und zusätzlich elektrische Fensterheber, Zigarettenanzünder hinten und zweifach verstellbare Vordersitze. Zusätzliche Vorteile boten die Cadillac von 1967 mit einem herausziehbaren Sicherungskasten und einer Sicherheitsverriegelung der vorderen Sitzlehnen bei zweitürigen Modellen.
Im Modelljahr 1969 wurde das Styling an den Eldorado angelehnt. Änderungen zu vorherigen Modelljahren waren die horizontal angeordneten Doppelscheinwerfer, welche näher an Kühlergrill rückten. Die Motorhaube wurde um 64 mm verlängert. 
Die Ausstellfenster entfielen, da man ein neues Belüftungssystem einführte, was den DeVille nochmal länger wirken ließ. 
Im Innenraum gehörten Armlehnen nun zur Serienausstattung, eine Ausnahme bildet das Cabriolet. Der Zündschalter wanderte vom Armaturenbrett zur Lenksäule und beinhaltete ein Lenkradschloss. 

### Vierte Generation: 1971–1976
Bis einschließlich des Modelljahrs 1973 blieb das Coupe DeVille ein Hardtop-Coupé, aber 1974 wurde es zum Coupé mit B-Säulen und den damals modernen kleinen Rundfenstern hinter den B-Säulen („Opera Windows“).
Der Sedan DeVille blieb bis 1976 eine Hardtop-Limousine. Neue rechteckige Scheinwerfer mit um die Fahrzeugecken greifenden Blinkleuchten erschienen 1975 und der Kühlergrill war nicht mehr eingelassen. Der 7,7-Liter-Motor lief 1975 aus, sodass der 8,2-Liter-V8 der einzig verfügbare Motor war.

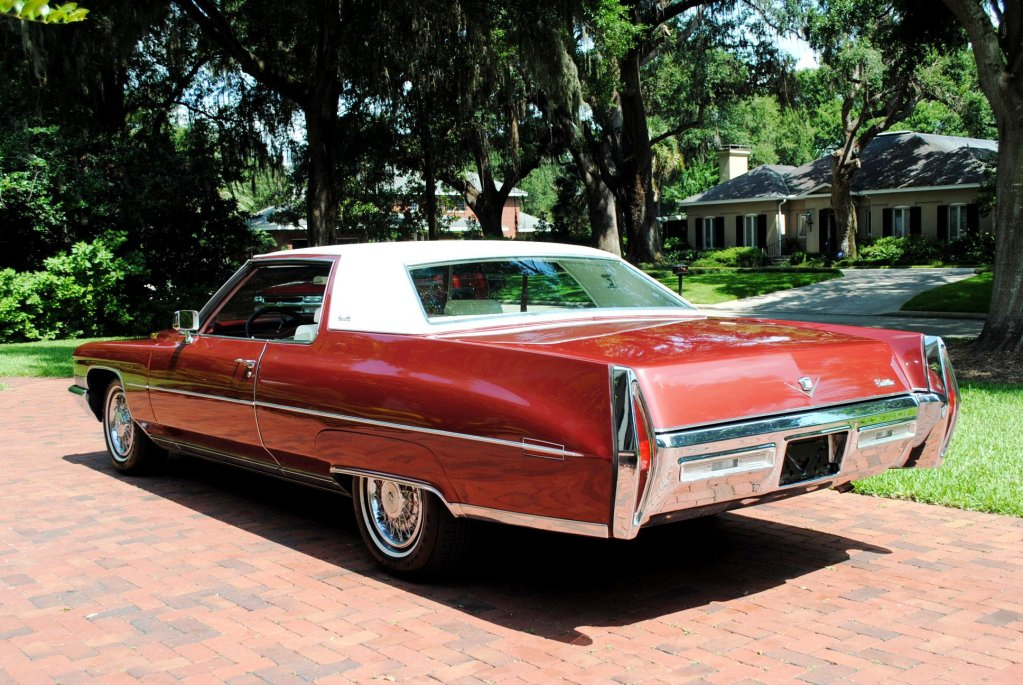
Heckansicht
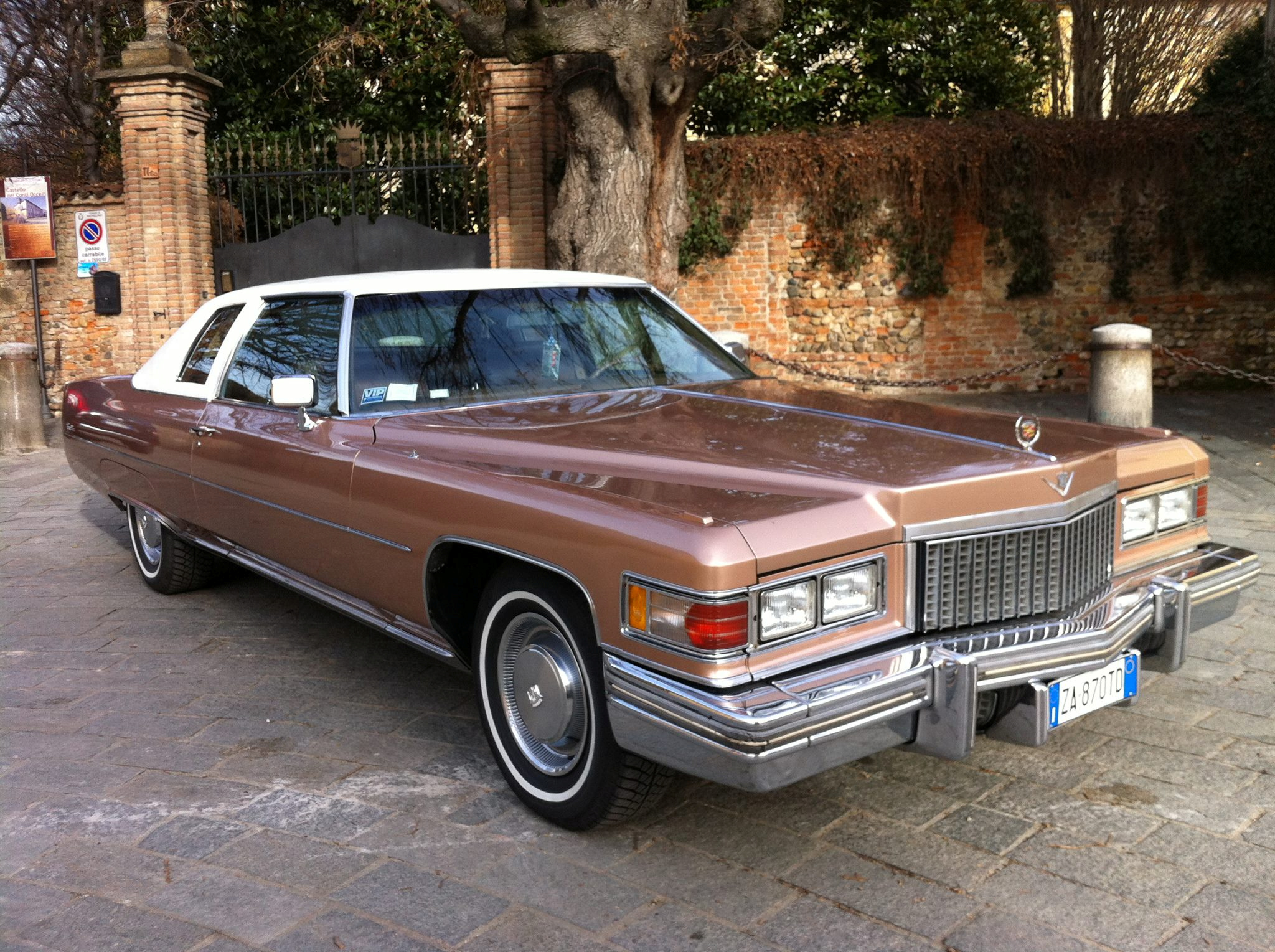
Cadillac Coupe DeVille (1975)

### Fünfte Generation: 1977–1984
Zum Modelljahr 1977 führte Cadillac die fünfte DeVille-Generation ein. Nachdem der Calais mit Ablauf des Modelljahrs 1976 entfallen war, war der DeVille Cadillacs neues Einsteigermodell. Das besser ausgestattete Schwestermodell wurde nicht mehr als Sixty Special, sondern als Fleetwood Brougham verkauft.
Die fünfte DeVille-Generation entstand in einer Phase, die von den Nachwirkungen der ersten Ölpreiskrise geprägt war. Gesetzliche Regeln zur Begrenzung des Flottenverbrauchs (Corporate Average Fuel Economy, CAFE) zwangen die US-amerikanischen Hersteller dazu, Maßnahmen zur Senkung des Treibstoffverbrauchs ihrer Fahrzeuge zu ergreifen. General Motors setzte diese Vorgaben unter anderem durch eine Verkleinerung seiner Full-Size-Modelle um. Der Cadillac DeVille gehört zu den ersten Typen, die von diesem Downsizing betroffen waren. Die fünfte DeVille-Generation hat einen um 216 mm kürzeren Radstand und ist 250 mm kürzer als der Vorgänger; zugleich sank das Gewicht um 340 kg.

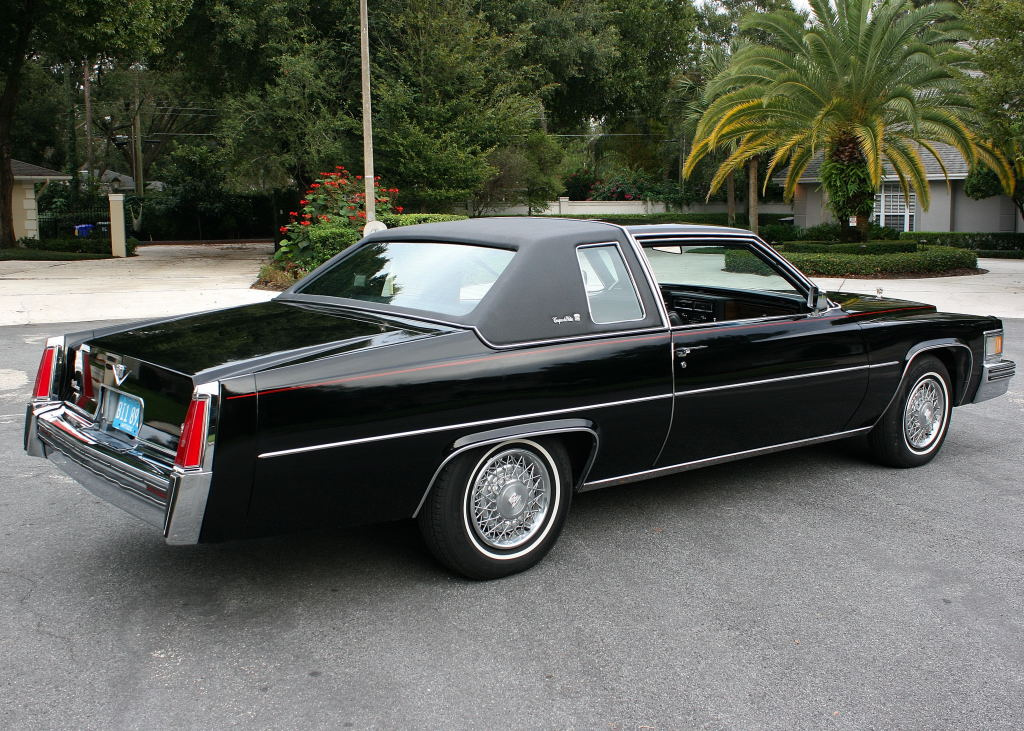
1977 Cadillac Coupe Deville

Technische Basis war eine neu konstruierte Version der C-Plattform. Der Wagen hat einen separaten Perimeterrahmen, auf den die Karosserie aufgesetzt ist. Die Vorderräder sind einzeln aufgehängt, hinten ist eine Starrachse mit vier Lenkern eingebaut. Der DeVille war als zweitüriges Coupé und als viertürige Limousine erhältlich. Zum Modelljahr 1980 gab es ein größeres Facelift, das vor allem die Gestaltung der Frontpartie und die Linienführung an der C-Säule. Der DeVille behielt die 1980 eingeführte Karosserie bis zur Produktionseinstellung 1984. Die Motorisierung wechselte vielfach. Nachdem der DeVille anfänglich ein 6965 cm³ (425 in3) großer Achtzylinder-V-Ottomotor, der zum Modelljahr 1980 durch eine Variante mit 6036 cm³ (368 in3) ersetzt wurde. Im Modelljahr 1981 erhielt der 6,0-Liter-Motor eine Zylinderabschaltung, die dazu führte, dass je nach Belastungssituation vier, sechs oder acht Zylinder arbeiteten. Das System war defektanfällig und beschädigte den Ruf Cadillacs. Es wurde nach nur einem Jahr wieder eingestellt. Als Alternative war 1981 und 1982 kurzfristig ein Sechszylinder-V-Ottomotor von Buick erhältlich. Er war der erste Motor in einem Cadillac seit 70 Jahren, der weniger als acht Zylinder hatte. 1982 schließlich erschien Cadillacs eigener, neu konstruierter Achtzylindermotor mit 4087 cm³ (249 in3) Hubraum. Als Alternative war ab 1979 ein 5,7 Liter großer Dieselmotor erhältlich, der leistungsschwach und unzuverlässig war. 
Der DeVille konnte durch verschiedene Ausstattungsvarianten aufgewertet werden. Dazu gehörten das Cabriolet Roof Treatment für das Coupé, die Phaeton Edition und die Ausstattungslinie D’Elegance.

### Sechste Generation: 1985–1988
Zum Modelljahr 1985 vollzog Cadillac ein weiteres Downsizing der großen Modelle und damit verbunden eine technische Neuausrichtung. Cadillacs neue Volumen-Reihe wurde wesentlich kürzer und leichter als das alte Modell und erhielt Frontantrieb mit vorn quer eingebauten Motoren. Technische Basis war eine vollständig neu konstruierten Bodengruppe, die als C-Plattform bezeichnet wurde. Der neue DeVille geriet etwa 600 mm kürzer und bis zu 800 kg leichter als sein direkter Vorgänger. Ungeachtet dessen ist der Passagierraum vorn und hinten nicht kleiner geworden.
Die Karosserie des DeVille wurde unter der Leitung von Irv Rybicki völlig neu gestaltet. Prägende Designelemente sind glattflächige Wagenflanken, eine leicht nach vorn abfallende Motorhaube und eine schmale, fast senkrecht stehende C-Säule mit hohem Heck. Vorn sind Breitbandscheinwerfer eingebaut; die seitlichen Positionsleuchten sind neben den Scheinwerfern angeordnet. Die Kühleröffnung ist mit einem feinmaschigen Gitter verkleidet, das in eine rechteckige, verchromte Maske eingebettet ist. Am Heck sind schmale, senkrecht angeordnete Rückleuchten installiert, ein Stilelement, das Cadillac seit den 1960er-Jahren regelmäßig bei seinen Full-Size-Modellen verwendete. Die Sicherheitsstoßstangen sind anders als beim Vorgängermodell stilistisch in den Karosseriekörper eingebunden.
Standardmotorisierung des DeVille war in allen Modelljahren ein vorn quer eingebauter Achtzylinder-V-Ottomotor aus Cadillacs HT-Reihe, der einen Zylinderblock einer Leichtmetalllegierung und einen Zylinderkopf aus Grauguss hat. Von 1985 bis 1987 war serienmäßig eine Version mit 4087 cm³ (249 in3) Hubraum (HT 4100) erhältlich, deren Leistung mit 101 kW (135 PS) angegeben wurde. Zum Modelljahr 1988 ersetzte Cadillac ihn durch eine größere Variante mit 4467 cm³ (273 in3) Hubraum (HT 4500) und einer Leistung von 116 kW (155 PS). Im Modelljahr 1985 war der DeVille wahlweise mit einem von Oldsmobile konstruierten 4,3 Liter großen Sechszylinder-V-Dieselmotor (Baureihe LS2) erhältlich. Seine Leistung wurde mit 63 kW (85 PS) angegeben. Nach nur einem Jahr gab Cadillac diese Option auf.

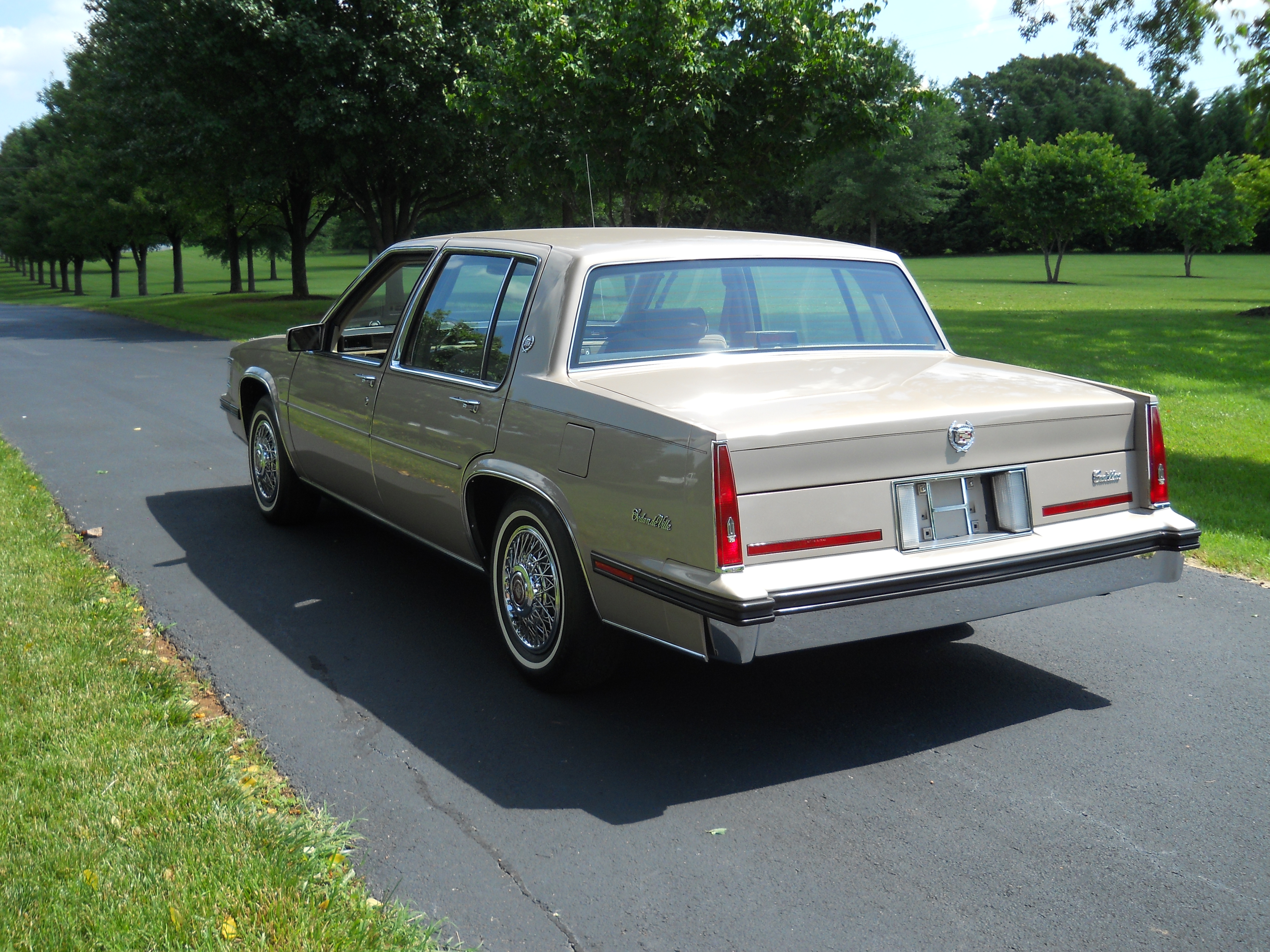
1985 Cadillac Sedan Deville

Die Produktion des DeVille begann im Dezember 1983. Im April 1984 wurden die ersten Autos vermarktet; sie waren bereits dem Modelljahr 1985 zugeordnet. Eine höherwertig ausgestattete Variante stand unter der Bezeichnung Cadillac Fleetwood (ohne den bisher verwendeten Zusatz Brougham) im Programm.

### Siebente Generation: 1989–1993
Zum Modellwechsel 1984 vollzog die DeVille-Baureihe einen radikalen Wechsel bezüglich Dimensionen und Antrieb. Erstmals findet das bis dahin nur von kompakten Fahrzeugen bekannte Antriebslayout mit quer eingebautem Motor und Frontantrieb hier mit einem V8 den Weg in die Oberklasse.
Zum Endpunkt des Ende der 70er begonnenen allgemeinen Downsizings der Fahrzeugabmessungen kamen auch hier erheblich kompaktere Dimensionen heraus als bei den Vorgängermodellen. Eine ausgeklügelte Raumökonomie sorgte allerdings dafür, dass das im Innenraum nicht zu spüren war.
Zum Modelljahr 1989 besann GM sich wieder ein wenig der klassischen Dimensionen und ließ die Limousine Sedan DeVille und den technisch weitgehend identischen Fleetwood wieder etwas wachsen. Zum einen durch die ausschließliche Verwendung der vorher optionalen Variante mit längerem Radstand und zum anderen durch eine Neugestaltung des komplett in Kunststoff gehaltenen Heckteils, dessen Rückleuchtenausleger deutlich weiter nach hinten gezogen wurden. Gewichtsoptimierung und Korrosionsvorsorge geschah hier auch durch die Verwendung von Kunststoff-Kotflügeln.

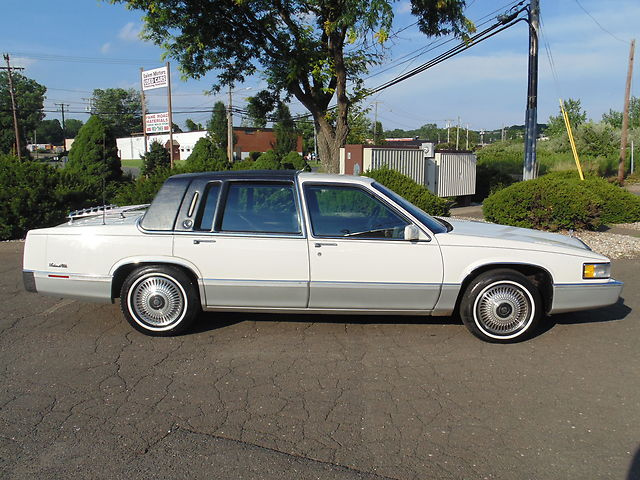
1990 Cadillac Sedan DeVille

Antriebsseitig blieb es die ganze Zeit über bei der sehr komfortabel schaltenden 4-Gang-Wandlerautomatik, der Motor der HT-Baureihe durfte 1989 einen moderaten Hubraumzuwachs von 4,1 auf 4,5 Liter und 1991 noch auf 4,9 Liter erfahren, um der inzwischen überlegenen  Motorleistung der Konkurrenzmodelle zu begegnen.
Das Fahrwerk bot eine echte Einzelradaufhängung und war die ganze Laufzeit über auf maximalen Komfort ausgelegt. Optional gab es eine luftdruckunterstützte Niveauregulierung für die Hinterachse, die allerdings sehr langsam und auch bei abgestellter Zündung arbeitete. Die Bremsanlage bot vorn innenbelüftete Scheibenbremsen und hinten Trommelbremsen mit einer luftdruckgesteuerten Löseautomatik, das heißt die Feststellbremse löste sich selbständig, wenn man den Automatikhebel von P auf R oder D stellt. Zum Aktivieren musste nach wie vor ein Pedal getreten werden. Für das Modelljahr 1990 gab es erstmals ein Antiblockiersystem im Sedan DeVille. Die Instrumententafel blieb die Laufzeit über weitgehend unverändert, lediglich das Kombiinstrument gab es mit  Skalentacho oder  Digitaltacho mit grünen LED, flankiert von einer großen Anzahl an Kontrollleuchten für diverse Bordcomputer-Funktionen. Das simple Zweispeichenlenkrad wurde zum Modelljahr 1990 durch eines mit Fahrerairbag getauscht.

### Achte Generation: 1993–1999
Im Herbst 1993 wurde der DeVille überarbeitet und erhielt die gleiche GM-K-Plattform wie der Seville. Die Karosserie bekam ein Facelift, aber der Radstand blieb mit 2891 mm gleich – im Unterschied zu den 2819 mm des Seville. Die Produktion wurde nach Hamtramck (Michigan) verlegt. Diese Modellgeneration mit lediglich einer Limousine war insbesondere bei älteren Kunden beliebt.
Den DeVille Concours gab es in Verbindung mit dem neuen Northstar-V8-Motor mit 270 hp (201 kW), während die einfacher ausgestatteten Modelle bis 1996 weiterhin mit dem 4,9-Liter-V8-Motor versehen waren. In diesem Jahr erhielt das Basismodell den Northstar-Motor mit geringerer Leistung, der Concours den Hochleistungsmotor mit 300 hp (224 kW). Der DeVille Concours löste den nur 1993 hergestellten Sixty Special ab.
Anfang 1997 erhielt der DeVille eine umfangreiche Modellpflege und die vom Coupe DeVille bekannte Ausstattungslinie d'Elegance, mit der der Cadillac Fleetwood ersetzt werden sollte. Die Modellpflege umfasste Änderungen an der Karosserie im Bereich der hinteren Radausschnitte sowie eine neue Motorhaube und neue Kotflügel. Dazu gab es neu gestaltete Details wie Kühlergrill, Scheinwerfer, Stoßfänger und Zierleisten.
Innen gab es eine leicht geänderte Instrumententafel und neue Türinnengriffe.

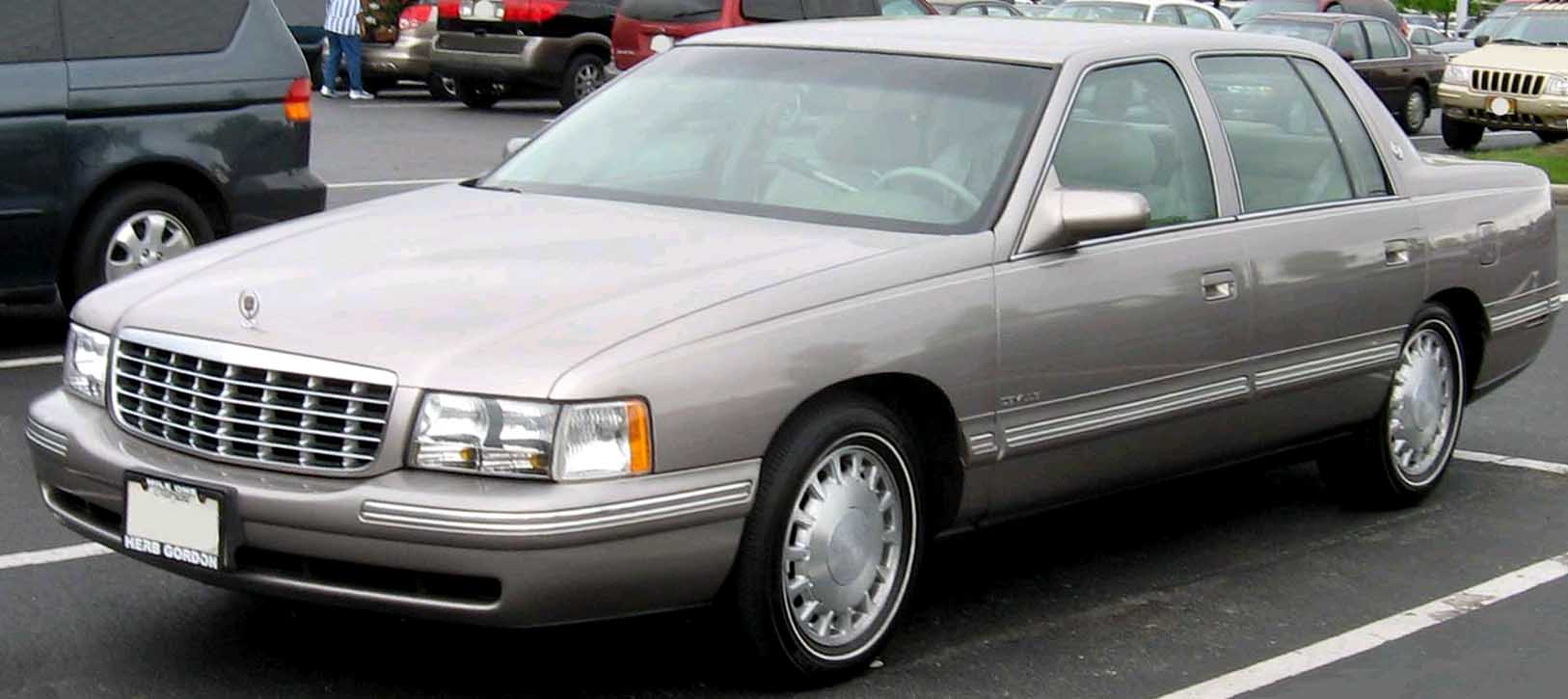
Cadillac DeVille (1997–1999)

Der Sedan DeVille hieß jetzt schlicht „DeVille“. Der Wagen erhielt ein neues Armaturenbrett, bei dem die Kanten des Beifahrerairbags nun nicht mehr sichtbar waren, neue Türinnenverkleidungen mit Seitenairbags sowie das neue OnStar-System.
| Modell   | Modelljahr | Hubraum | Motorbaureihe | Motorbauform | max. Leistung                  | max. Drehmoment       |
| -------- | ---------- | ------- | ------------- | ------------ | ------------------------------ | --------------------- |
| Basis    | 1994–1995  | 4,9 l   |               | V8           | 200 hp (149 kW) bei 4100 min−1 | 373 Nm bei 3000 min−1 |
| Basis    | 1996–1999  | 4,6 l   | Northstar     | V8           | 275 hp (205 kW) bei 5750 min−1 | 373 Nm bei 4750 min−1 |
| Concours | 1994       | 4,6 l   | Northstar     | V8           | 270 hp (201 kW)                | 407 Nm                |
| Concours | 1995       | 4,6 l   | Northstar     | V8           | 275 hp (205 kW) bei 5750 min−1 | 373 Nm bei 4750 min−1 |
| Concours | 1996–1999  | 4,6 l   | Northstar     | V8           | 300 hp (224 kW) bei 6000 min−1 | 400 Nm bei 4400 min−1 |

### Neunte Generation: 1999–2005
Im August 1999 wurde der Deville seit Herbst 1993 erstmals grundlegend überarbeitet, was zur letzten Generation des Modells führte. Außen zeigte der Wagen ein aerodynamischeres Design. Im Innenraum erhielt er eine neue Instrumententafel, neue Türverkleidungen und Sitze. Erstmals kam ein Nachtsichtsystem („Night Vision“) zum Einsatz, das ein von einer Infrarotkamera im Kühlergrill aufgezeichnetes Bild in Schwarzweiß per HUD in die Frontscheibe spiegelte.
Der DeVille des Modelljahrs 2000 hatte als erstes Serienmodell in den USA LED-Rückleuchten (wie in Europa der im Herbst 1998 auf den Markt gekommene Alfa Romeo 166). Die d’Elegance-Ausstattung wurde durch die DHS-(DeVille High Luxury)-Ausstattung ersetzt, die etliche zusätzliche Ausstattungsdetails wie elektrisch betätigter Sonnenschutz für das Rückfenster und heizbare Rücksitze mit Massagefunktion umfasste.
Der leistungsstärkste DeVille, der Concours, wurde in DeVille DTS (DeVille Touring Sedan) umbenannt und war mit Stabilitätskontrolle, aktivem Fahrwerk und einer Lenkunterstützung mit geschwindigkeitsabhängiger, elektromagnetisch gesteuerter Unterstützungsstärke (Marketingbegriff von GM: Magnasteer) ausgestattet. Der Luftwiderstandsbeiwert (cw) lag bei 0,30.
Diese letzte Modellgeneration wurde bis Sommer 2005 unverändert gebaut und im Herbst 2005 durch den Cadillac DTS ersetzt.
| Modell      | Modelljahr | Hubraum | Motorbaureihe | Motorbauform | max. Leistung                  | max. Drehmoment       |
| ----------- | ---------- | ------- | ------------- | ------------ | ------------------------------ | --------------------- |
| Basis / DHS | 2000       | 4,6 l   | Northstar     | V8           | 275 hp (205 kW) bei 5750 min−1 | 373 Nm bei 4750 min−1 |
| Basis / DHS | 2002–2005  | 4,6 l   | Northstar     | V8           | 275 hp (205 kW) bei 5600 min−1 | 407 Nm bei 4000 min−1 |
| DTS         | 1999–2004  | 4,6 l   | Northstar     | V8           | 300 hp (224 kW) bei 6000 min−1 | 400 Nm bei 4400 min−1 |
| DTS         | 2005       | 4,6 l   | Northstar     | V8           | 290 hp (216 kW) bei 5600 min−1 | 386 Nm bei 4400 min−1 |

## Nachfolger

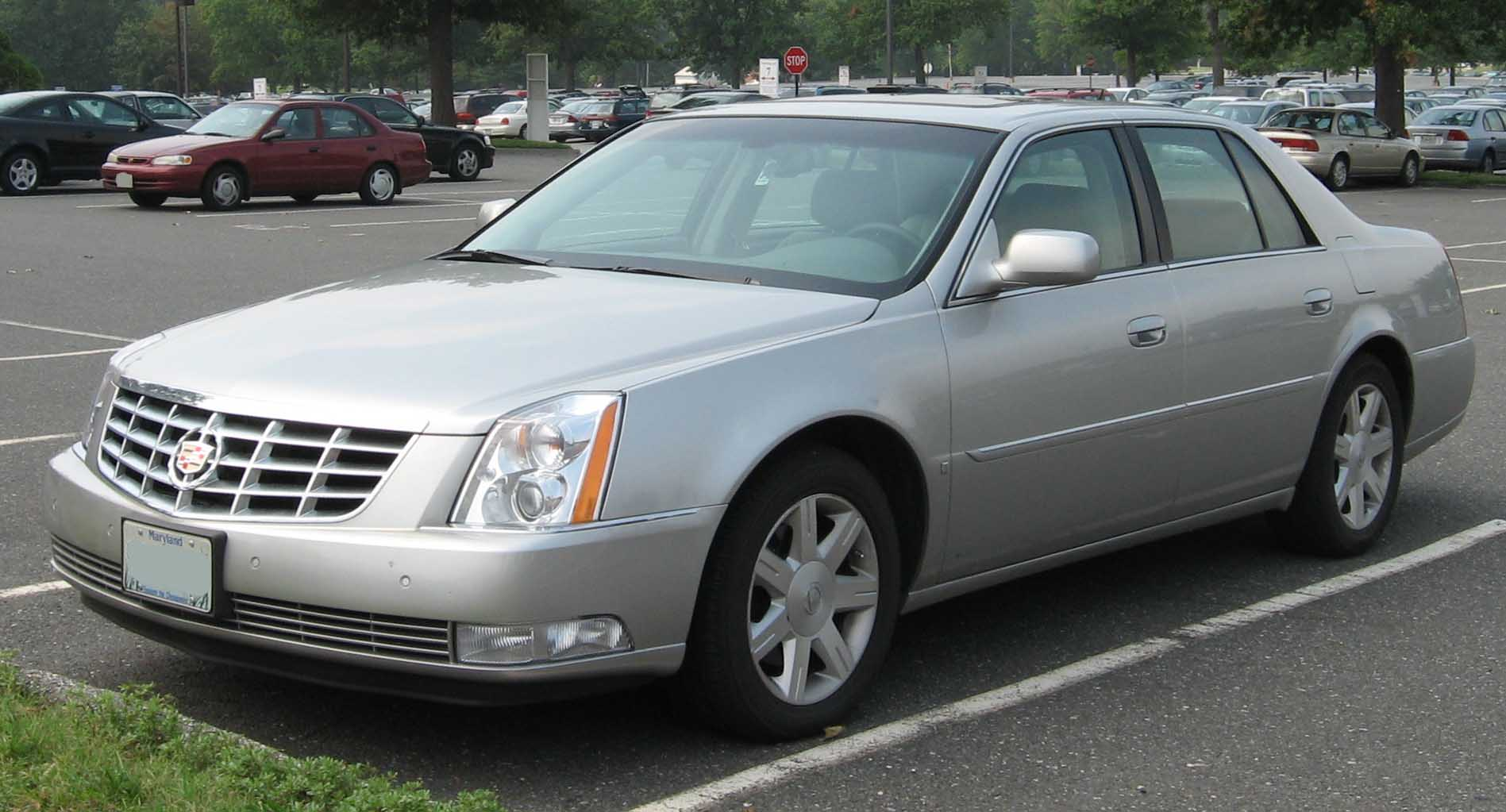
Cadillac DTS (2005–2011)

Im Herbst 2005 wurde der DeVille durch den Cadillac DTS ersetzt. Die Buchstabenkombination DTS steht dabei für DeVille Touring Sedan – benannt nach der höchsten Ausstattung beim DeVille.
Der DTS besaß viele Gemeinsamkeiten mit dem DeVille, erhielt jedoch eine Frontpartie mit modifiziertem Kühlergrill und Scheinwerfern sowie eine neu gestaltete Heckpartie. Der Innenraum unterschied sich ebenfalls hinsichtlich der Sitze, des Armaturenbretts und der Innenverkleidung.
Im Mai 2011 wurde die Produktion des DTS eingestellt. Ab Mitte 2012 wurde das Modell durch den Cadillac XTS ersetzt.

## Trivia
Die Modelle aus den 1950er Jahren mit ihren extravaganten Heckflossen sind die bekanntesten Versionen der Modellreihe. Modelle aus dieser Zeit erscheinen immer wieder in Filmen und Musikvideos und sind auch auf Briefmarken abgebildet.
Das Modell von 1962 ist in türkisgrün Teil des Oskar prämierten Films The Green Book.